# Blyinfattning

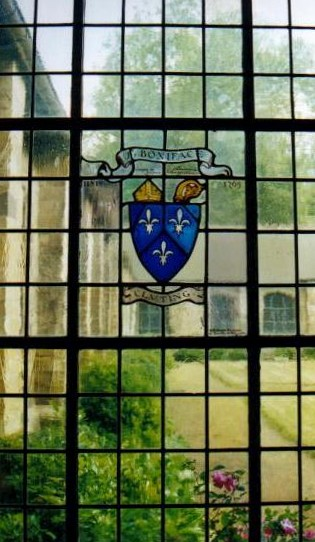
Fönster med blyinfattning i ett kloster.

Blyinfattning (även kallad blyglasning) är en metod att med blylister sammanfoga mindre bitar av planglas till större helheter. 

## Beskrivning

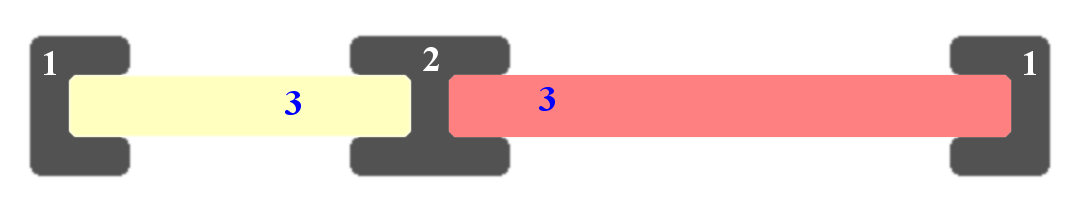
Tekniken för blyinfattning:
1 & 2 Blylister
3 Planglas

Ursprungligen användes metoden för att skarva mindre bitar till större glasytor, men numera används den i dekorativt syfte.
Blyinfattningar återfinns traditionellt ofta i kyrkfönster där de ofta kombineras med glasmålningar. Andra platser är äldre trapphus och gillestugor.  
Då det för ett otränat öga är svårt att se skillnad mellan blyinfattning och kopparfolieteknik blandas dessa oftast ihop. Under jugendperioden i Norden blev kopparfolieteknik allt vanligare och ersatte ofta blyinfattningar som en populär inredningsdetalj framför allt i mer komplexa föremål så som lampskärmar och ljuslyktor.
De verk man framställer med metoden kallas ibland för blyglasfönster, men ska inte sammanblandas med blyglas som refererar till blyhaltigt glas.